# Dni czerwcowe

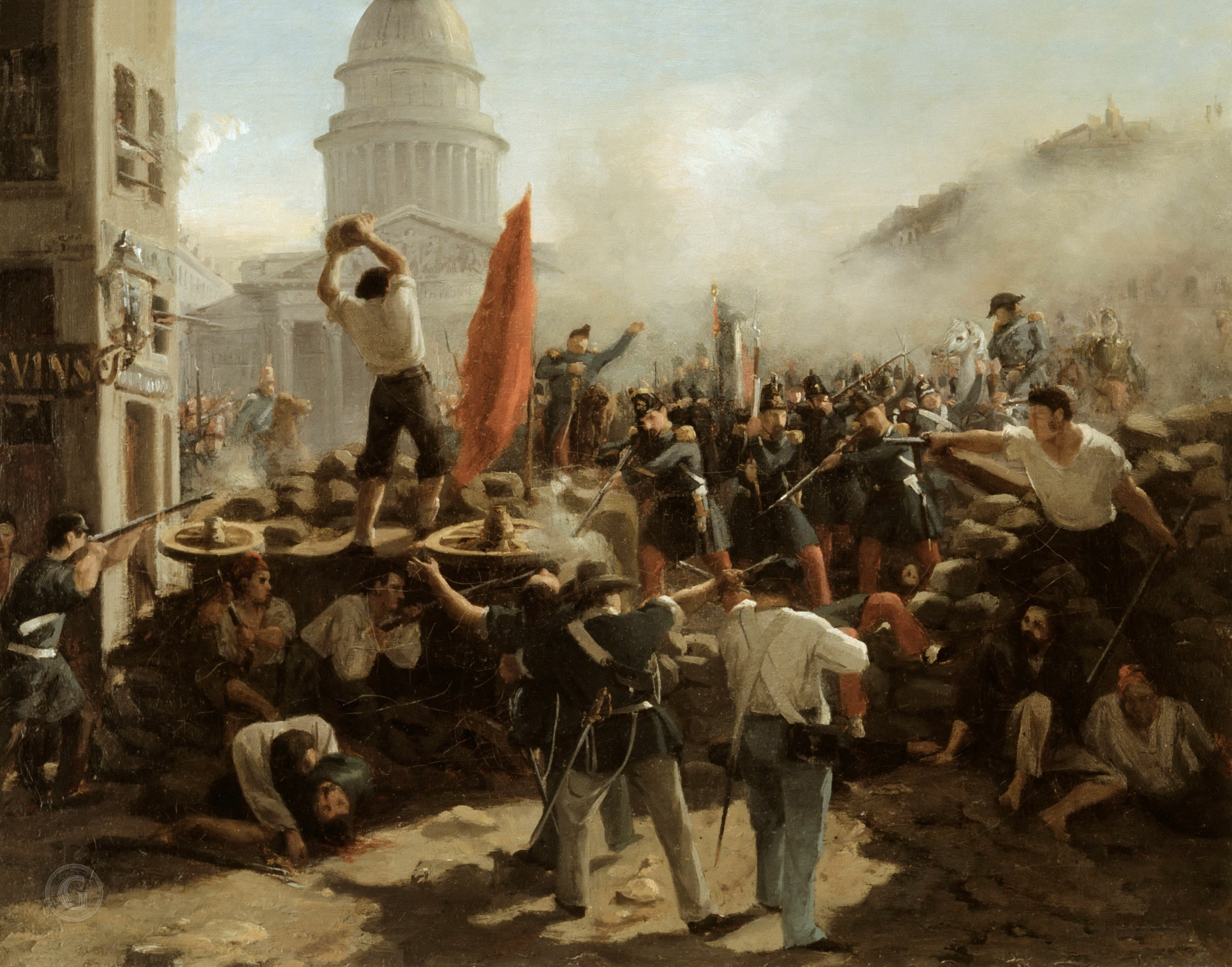
Obraz Horacego Verneta przedstawiający walki pod Panteonem w czasie dni czerwcowych

Dni czerwcowe (rewolucja czerwcowa) – powstanie robotnicze w Paryżu w dniach 22–26 czerwca 1848 r.

## Przyczyny
Po rewolucji lutowej polityka Rządu Tymczasowego wywołała powszechne społeczne rozczarowanie. Zwłaszcza robotnicy byli zdania, że rząd nie stara się rozwiązywać ich problemów, chociaż to oni odegrali wiodącą rolę w rewolucji w lutym 1848 roku. Rządowy brak zdecydowania zbiegł się z poważnym kryzysem ekonomicznym; rosła liczba bezrobotnych, praca w Warsztatach Narodowych była ciężka i słabo płatna. Rząd nie zamierzał podjąć żadnych działań w kierunku niwelowania społecznych różnic, nie miał też pomysłu na kierunek, w jakim powinna iść francuska gospodarka. Parlamentarzyści zamiast tego skupiali się na słownych starciach o kształt ustrojowy państwa – w Zgromadzeniu Narodowym na równi z republikanami zasiadali monarchiści, którzy najchętniej przywróciliby monarchię lipcową lub nawet wcześniejszy model absolutny.
Równocześnie w Paryżu aktywnie działały środowiska lewicy radykalnej, również nieusatysfakcjonowane zmianami zaszłymi od lutego 1848. Prowadziły one skuteczną działalność propagandową wśród robotników. Radykałowie i pracownicy współtworzyli 20 maja Stowarzyszenie Związkowe, które miało walczyć o prawa pracownicze oraz wpływać na zajmującą się nimi Komisję Luksemburską, a od 28 maja wydawali niezależny Dziennik pracy o profilu zdecydowanie lewicowym. Na ulicach miasta miały miejsce masowe manifestacje, na które jednak rząd odpowiadał wyłącznie represjami. Większość robotników popierała stowarzyszenia bliskie socjalizmowi lub proudhonistów, niektórzy podnosili jednak hasła bonapartystowskie. Republikańskie Zgromadzenie Narodowe traciło coraz bardziej na popularności.

## Zamknięcie Warsztatów Narodowych
Po wielkiej manifestacji na ulicach Paryża w dniu 15 maja konserwatywne Zgromadzenie Narodowe, przerażone radykalizmem niektórych robotniczych żądań, doprowadziło do zamknięcia Warsztatów Narodowych, uznanych za zakład o niskiej wydajności gospodarczej i wylęgarnię wywrotowych haseł politycznych. W celu zniszczenia dużych skupisk robotniczych w stolicy 30 maja wydano również rozporządzenie o oddelegowaniu określonego procentu robotników do prac na prowincji (melioracja gruntów, wycinka lasów itp.). Parlament przegłosował również dekret o obniżeniu podatku od posiadanej ziemi, zyskując częściowo poparcie francuskiego chłopstwa. 14 i 15 czerwca po przedstawieniu stosownych raportów przez deputowanych Falloux i Goudchaux Warsztaty ostatecznie zamknięto, zaś 21 czerwca wydano dodatkowy dekret o przymusowym poborze do armii wszystkich zatrudnionych w nich mężczyzn w wieku 18–25 lat oraz wysłaniu na prowincję wszystkich pozostałych. W ten sposób rozstrzygnięto o losie ponad 100 tys. osób w samym Paryżu. Publikacja rozporządzeń wywołała burzę w radykalnych klubach i środowiskach robotniczych oraz miała bezpośrednie skutki w postaci pierwszych zbudowanych barykad.

## Przebieg walk
22 czerwca podjęta została jednak ostatnia próba pokojowego zakończenia sporu: do ministra pracy Mariego udała się kolumna 1200 robotników, która wybrała ze swojego grona 56 parlamentariuszy na czele z Louisem Pujolem. Grupa ta została przyjęta względnie pozytywnie, jednak rząd nie miał zamiaru uwzględnić przedstawionych przez nią postulatów. Wobec takiego obrotu sprawy Pujol zorganizował wielki mityng na Placu Bastylii, na którym przedstawił sytuację i wezwał do walki zbrojnej. Chwilę później robotnicy oficjalnie ustawili na ulicy Bonne Nouvelle pierwszą barykadę.
Powstańcy opanowali robotnicze dzielnice miasta: św. Dionizego, Św. Antoniego, Dzielnicę Hal, poważną część Dzielnicy Łacińskiej. Uczestnicy walk wystąpili pod czerwonymi sztandarami, domagając się republiki socjalnej oraz umieszczając na sztandarach hasła organizacji pracy, ukrócenia wyzysku oraz prawa do zrzeszania się. W porównaniu z barykadami stawianymi na ulicach miasta w czasie poprzednich powstań w 1832, 1834 i 1839 r. obecne umocnienia były o wiele solidniejsze i przynajmniej częściowo skoordynowane w jedną całość. Warstwy posiadające Paryża wpadły tymczasem w panikę.
23 czerwca Zgromadzenie Narodowe powierzyło generałowi Cavaignacowi dowództwo nad paryskim garnizonem oraz uprawnienia nadzwyczajne. Generał zaprezentował nowy projekt walki z powstaniem: zamiast mozolnego zdobywania każdej barykady pozwolenie powstańcom na opanowanie robotniczych dzielnic, a następnie ich rozbicie jednym wielkim uderzeniem. Dlatego w tym dniu, mimo rozbudowy systemu barykad, wojsko nie reagowało. Stan posiadania obydwu stron pozostawał bez zmian: powstańcy kontrolowali centralne oraz wschodnie dzielnice miasta, bogaty zachód pozostawał w rękach rządu. Wśród powstańców funkcjonował nawet (ostatecznie niezrealizowany) plan jednolitego uderzenia na ratusz i Tuileries, by móc całkowicie przejąć kontrolę nad miastem. Zdaniem A. Mołoka, gdyby powstańcy zdecydowali się na atak na ratusz w nocy z 23 na 24 czerwca, mogliby stać się panami sytuacji. Problemem było jednak uzbrojenie. Robotnicy zdawali sobie sprawę z tego, że nie mają w starciu zbytnich szans; wzięci do niewoli mówili o tym, iż celem walk było ratowanie honoru i potężny protest przeciw polityce rządowej. Hasłem walczących był okrzyk: Chleba lub ołowiu! (Du pain ou du plomb). Walki uliczne były niezwykle zacięte, mimo kiepskiego wyposażenia powstańcy byli zdecydowani bić się do końca. Zdobywanie każdej barykady kosztowało wojska rządowe poważne straty. Na stronę walczących przeszło kilka batalionów Gwardii Narodowej. W nieokreślonych okolicznościach od kuli padł arcybiskup Paryża Denys Auguste Affre, usiłujący pogodzić walczących.
Republikanie, uczestniczący w lutym w obalaniu monarchii lipcowej, teraz odcięli się od wystąpień robotniczych. Alexandre Ledru-Rollin, ongiś redaktor głośnej gazety lewicowej Trybuna teraz radził powolne wyburzanie barykad, François Arago bezskutecznie nakłaniał tłum do rozejścia się na jednej z większych barykad w pobliżu Panteonu Ostatnia barykada na Przedmieściu Św. Antoniego padła 26 czerwca.

## Skutki
W toku walk zginęło ok. 4000 robotników (w tym 1500 rozstrzelanych w doraźnych egzekucjach), blisko 1000 ofiar poniosła strona rządowa (w tym żołnierze oraz pół militarna gwardia ruchoma), w tym dwóch generałów: Bréa (zabitego w walkach na barykadzie przy bulwarze d’Italie) oraz Négriera (padł na placu Bastylii). 25 tys. robotników trafiło do aresztów, z czego 15 tys. osób zostało osądzonych za uczestnictwo w starciach i deportowanych. Zgromadzenie Narodowe ograniczyło poważnie działalność klubów politycznych i zaocznie skazało wielu działaczy lewicowych. Wywołało to z kolei ostateczne rozczarowanie II Republiką oraz wyjątkową we Francji polityczną apatię właściwie do końca jej istnienia.
W marksizmie dni czerwcowe uważane są za narodziny niezależnego ruchu robotniczego oraz dowód na to, że każde społeczeństwo podzielone jest na klasy o niedających się pogodzić ekonomicznych interesach. Z taką interpretacją dni czerwcowych notabene zgadzało się też wielu ówczesnych myślicieli niesocjalistycznych, jak Alexis de Tocqueville.

## W literaturze
- Victor Hugo opisuje w Nędznikach dwie autentyczne barykady z Przedmieścia Saint Antoine, porównując je do Scylli i Charybdy.
- Dni czerwcowe wpływają istotnie na bohaterów Szkoły uczuć Gustawa Flauberta – socjalista Sénecal walczy w szeregach powstańców i zostaje deportowany, po czym decyduje się zostać agentem policyjnym, podczas gdy robotnik Dussardier pozostaje wierny republice, jednak walka przeciw ludziom w podobnej sytuacji wywołuje u niego poważne wyrzuty sumienia i zmienia w opozycjonistę[27].
- Tytułowy bohater utworu Iwana Turgieniewa, Rudin, ginie na barykadzie w czasie dni czerwcowych.